# XrossMediaBar
XrossMediaBar (XMB) (deutsch: Kreuzmedienleiste, Aussprache: [krɒs ˈmiːdiə bɑː(r)]) ist der Name der grafischen Benutzerschnittstelle, die von PlayStation 3, PlayStation Portable, Sony-Blu-ray-Abspielgeräten und Sony-BRAVIA-Fernsehern genutzt wird; ebenso nutzte eine Sonderausführung der PlayStation 2, die PSX, bereits die XMB.

## Funktionsweise
Das XMB lässt sich leicht steuern. Mit den Pfeiltasten wird navigiert und mit dem „X“' bestätigt beziehungsweise ausgewählt. Dies gilt jedoch nicht in Japan, dort wird mit der Kreis-Taste bestätigt, und mit „X“ wird eine Aktion abgebrochen beziehungsweise, im Falle des XMB, zum übergeordneten Menüpunkt gewechselt. Je nachdem, was der Menüpunkt war, wird entweder etwas gestartet, zum Beispiel ein Spiel oder ein Film oder es wird ein weiterer Menüpunkt aufgerufen. Mit der Kreis-Taste wird zu einem übergeordneten Menüpunkt zurückgekehrt und mit der Dreieck-Taste wird ein Kontextmenü geöffnet, das weitere Einstellmöglichkeiten bietet. Dies gilt sowohl bei der PS3 als auch bei der PSP.

## PlayStation 3

### Entwicklung
Stand Mai 2024, liegt XMB der PS3 in Version 4.91 vor. Waren die Funktionen anfangs noch recht begrenzt, wurden diese mit der Zeit immer mehr erweitert. Zum Verkaufsstart am 11. November 2006 in Japan hatte die Firmware die Version 1.00, jedoch kam direkt zum Verkaufsstart die erste Aktualisierung (1.10), welche wichtige Funktionen hinzufügte. So startete mit dieser Firmware das „PlayStation Network“, das heißt, es gab die Möglichkeit, aus dem Internet heruntergeladene Musik und Videos auf die Festplatte zu speichern. Die neue Firmware ermöglichte die Unterstützung von Audioformaten (ATRAC) und anderen Tastaturbelegungen als der im Japanischen üblichen.
Nach einer kleinen Fehlerkorrektur (1.11) Ende November 2006, kam Anfang Dezember 2006 die nächste größere Firmware-Version 1.30, die unter anderem die Möglichkeit hinzufügte, eine vollständige Sicherung („Backup“) der Festplatte zu erstellen. Außerdem wurde die optional erhältliche Fernbedienung unterstützt, und es wurde möglich seine alte PS2-Hardware zu benutzen, wenn auch ohne „Force Feedback“.
Im Dezember folgten zwei weitere Firmware-Versionen (1.31 und 1.32), die jedoch keine nennenswerten Änderungen mit sich brachten. Mit den nachfolgenden Versionen wurden einige Kleinigkeiten geändert. So war es ab der Version 1.50 (Januar 2007) in Japan möglich, mit der virtuellen Geldbörse „Edy“ zu bezahlen und ein eigenes Benutzer-Icon auszuwählen. Diese Version erschien in den USA einen Tag später und verbesserte dort lediglich die Kompatibilität zu PS1- und PS2-Spielen. Mit der Version 1.51 (Anfang Februar 2007) wurde erneut die Abwärtskompatibilität zu PS2-Spielen verbessert, und mit Version 1.54 (Ende Februar 2007) konnte im Chat eine USB-Kamera verwendet und die Bildgröße des Gesprächspartners anpasst werden, wenn dieser eine Kamera benutzte.
Die Firmware-Aktualisierung 1.60 erschien am 22. März 2007. Diese war die erste, die europäischen Spielern zur Verfügung stand, da die PS3 einen Tag später in Europa auf den Markt kam. Mit dieser Version wurde es möglich, auszuwählen, ob eine CD beim Einlegen ins Laufwerk automatisch gestartet werden soll. Außerdem wurden die Abwärtskompatibilität für europäische Konsolen und Folding@home hinzugefügt, und Produkte aus dem PlayStation Store konnten im Hintergrund heruntergeladen werden.
Nach dem Update 1.70 im April 2007, das die Unterstützung von PS1- und PS2-Hardware verbesserte und es möglich machte aus dem PlayStation Store heruntergeladene PS1-Spiele abzuspielen, folgte das Update 1.80 (Mai 2007), das neue Funktionen hinzufügte. So konnte man PS1- und PS2-Spiele auf 1080p hochskalieren, Bilder, Videos und Musik auf die PSP streamen, und alte Spielstände für PS1 und PS2 konnten zurück auf eine Memory Card kopiert werden; außerdem war es möglich, Blu-ray Discs, die mit 1080p24 aufgezeichnet wurden (bei praktisch allen kommerziellen Blu-rays der Fall), auch mit einem 1080p24-Signal (auch bekannt als 24p) auszugeben. Danach erschienen im Juni 2007 noch zwei kleinere Updates mit den Versionsnummern 1.81, welches die Unterstützung für PS-2-Spiele verbesserte, und 1.82, welches es möglich machte, Filme, die im Format H.264/MPEG-4 AVC codiert sind, abzuspielen.
Im Juli 2007 erschien das Update 1.90. Dieses ermöglichte es eigene Hintergrundbilder, anstatt des klassischen XMB-Hintergrundes und Emoticons zu benutzen. Anfang September 2007 wurde das Update 1.92 veröffentlicht, das nach dem Beenden eines Spiels die Geschwindigkeit der Rückkehr ins XMB, den Browser der PS3 und in der Kompatibilität zu älteren Controllern von PS1 und PS2 verbesserte. Nach diesem Update gab es bei vielen Spielern Netzwerkprobleme, weshalb am 12. September 2007 das Update 1.93 erschien, das diese Probleme behob. Mit dem Update 1.94, das am 24. Oktober 2007 veröffentlicht wurde, unterstützte die PS3 den neu erschienen DualShock 3. Das erste Spiel, das den DualShock 3 unterstützte, war Ratchet & Clank: Tool of Destruction.
Am 8. November 2007 erschien die Version 2.00, die es möglich machte von Sony oder Nutzern erstellte Designs herunterzuladen und zu installieren. Diese ändern das Aussehen der Menüknöpfe und den Hintergrund. Es wurde mit dieser Version außerdem möglich, die aktuelle Hintergrundfarbe selbst zu wählen. Vorher änderte sich diese abhängig von Uhrzeit und Datum. Außerdem konnten Wiedergabelisten für Musik, Bilder und Videos erstellt werden, und das „Information Board“ wurde hinzugefügt. Nach dem Erscheinen des Updates verschlechterte sich die Stabilität der PS3. Deshalb erschien etwa zwei Wochen (24. November) das Update 2.01 (November 2007).
Als nächstes Update erschien im Dezember 2007 die Version 2.10. Mit dieser Version unterstützte die PS3 das Blu-ray Disc-Profil 1.1, DivX und VC-1 (WMV), letztere jedoch nur bis zu einer Dateigröße von 2 GB ist. Im März 2008 wurde das Update 2.17 veröffentlicht, das die Stabilität der Online-Multiplayer einiger Spiele verbesserte. Die Version 2.20 erschien am 25. März 2008. Ab dieser wurde das Blu-ray-Profil 2.0 (BD-Live) unterstützt. Laut Aussage von Sony soll die PS zum Zeitpunkt des Updates der einzige Blu-ray-Player auf dem Markt gewesen sein, der dieses Feature unterstützte. Außerdem konnten DivX- und WMV-Dateien, die größer als 2 GB sind abgespielt werden und der Browser der PS3 konnte eingebettete Videos direkt abspielen.
Am 15. April 2008 erschien das Update auf die Version 2.30. Dieses änderte den Aufbau des PlayStation Store und die PS3 unterstützte mit diesem Update das Audioformat DTS-HD.
Von Nutzern seit Veröffentlichung der PlayStation 3 gefordert, und 1 1/2 Jahre (2. Juli 2008) nach dem Release realisiert wurde das Ingame-XMB, das mit der Firmwareversion 2.40 erschien. Diese Firmware beinhaltete außerdem das Feature, für bestimmte Leistungen in Spielen Trophäen zu erhalten. Nachdem es bei einigen Spielern Probleme mit dem Update gegeben hatte, nahm Sony dieses wieder zurück. Bei den betroffenen Spielern startete die Konsole nach dem Installieren des Updates nicht mehr. Die Firmwareversion 2.41 behob die Probleme der Version 2.40.
Ende Juli 2008 wurde das Update 2.42 veröffentlicht. Dieses verbesserte die Stabilität einiger Titel im PS1- und im PS3-Format. Mitte September 2008 erschien die Firmwareversion 2.43. Dieses musste nicht zwangsinstalliert werden, da es nur den japanischen PlayStation-Store um einen VideoOnDemand-Bereich erweiterte.
Version 3.50 brachte unter anderem die Fähigkeit, Filme und Spiele in stereoskopischem 3D wiederzugeben, wenn die PS3 über HDMI an einen 3D-fähigen Fernseher oder Projektor angeschlossen ist.
Ab Version 3.60 lässt sich die Zeitspanne verändern, nach der die Controller automatisch ausgeschaltet werden, wenn sie nicht in Benutzung sind.
Die Firmware 3.61 schließt Sicherheitslücken des PlayStation Networks.
Bei dem Update 3.65 wurde unter [Spiel] [Speicherdaten-Dienstprogramm (minis)] zu [Speicherdaten-Dienstprogramm (minis/PSPTM)] geändert. Gespeicherte Daten für PSP™-Spiele können auf das Festplattenlaufwerk von PlayStation 3 kopiert werden.
Mit dem Update 4.00 wurde die PlayStation 3 für die PlayStation Vita vorbereitet. Unter [PlayStation Network] wurde [PlayStation Plus hinzugefügt] und unter [Konto-Verwaltung] wurde [Privatsphäre-Einstellungen] hinzugefügt.
Ab Version 4.46 ist es möglich, Benachrichtigungen zu verbergen, wenn man eine Trophäe erhält.
(Stand: 4. September 2013)

### Design

#### Farbdesign
Die Farbe des Menüs der PlayStation 3 ändert sich je nach Tageszeit und Datum. Während sich die Helligkeit im Laufe des Tages ändert, wird die Grundfarbe etwa alle zwei Wochen geändert. Genau geschieht dies immer am 15. und 24. eines jeden Monats. Es geschieht jedoch nicht, wenn ein eigenes Hintergrundbild oder eine feste Farbe ausgewählt ist.
Folgende Farben werden über das Jahr verteilt als Hintergrundfarbe verwendet:
| Datum | 15. Jan. | 24. Jan. | 15. Feb. | 24. Feb. | 15. März | 24. März | 15. April | 24. April | 15. Mai | 24. Mai | 15. Juni | 24. Juni | 15. Juli | 24. Juli | 15. Aug. | 24. Aug. | 15. Sep. | 24. Sep. | 15. Okt. | 24. Okt. | 15. Nov. | 24. Nov. | 15. Dez. | 24. Dez. |
| Farbe |          |          |          |          |          |          |           |           |         |         |          |          |          |          |          |          |          |          |          |          |          |          |          |          |

Veränderung der Helligkeit während des Tages:
| Zeit       | 0 Uhr | 1 Uhr | 2 Uhr | 3 Uhr | 4 Uhr | 5 Uhr | 6 Uhr | 7 Uhr | 8 Uhr | 9 Uhr | 10 Uhr | 11 Uhr | 12 Uhr | 13 Uhr | 14 Uhr | 15 Uhr | 16 Uhr | 17 Uhr | 18 Uhr | 19 Uhr | 20 Uhr | 21 Uhr | 22 Uhr | 23 Uhr |
| Helligkeit |       |       |       |       |       |       |       |       |       |       |        |        |        |        |        |        |        |        |        |        |        |        |        |        |

#### Individuelles Design
Es ist außerdem möglich, ein individuelles Design zu installieren. Mit diesem werden die Menüicons und der Hintergrund geändert. Eine individuelle Schriftart ist bisher nicht wählbar, es kann jedoch zwischen drei vordefinierten Schriftarten gewählt werden. Die Designs werden entweder von Sony hergestellt oder von Nutzern, welche diese mit einem von Sony veröffentlichten Programm erstellt haben.

### Ingame-XMB
Das Ingame-XMB ist ein von Nutzern seit Erscheinen der Konsole gefordertes Feature, das mit der Firmware-Version 2.40 verwirklicht wurde. Vorher musste das Spiel, das gerade gespielt wurde, beendet werden, wenn ein Freund eine Nachricht schickte und diese gelesen und beantwortet werden wollte. Dies wurde mit dem Ingame-XMB behoben, da dadurch das XMB während des Spielens aufgerufen werden kann und so eine empfangene Nachricht gelesen und beantwortet werden kann, ohne das Spiel verlassen zu müssen. Ebenfalls besteht die Möglichkeit, während des Spielens im Hintergrund Musik abzuspielen.

## PlayStation Portable

### Entwicklung
Das XMB der PSP hat momentan die Versionsnummer 6.61. Bei der Markteinführung in Japan am 12. Dezember 2004 hatte die Firmware die Version 1.00. Auf dieser war es möglich, wie bei der Version 1.50, welche die Auslieferungsversion in den USA war und wo die PSP am 24. März 2005 erschien, sogenannte Homebrewsoftware auszuführen. Dies wurde mit dem Update auf die Version 1.51 unterbunden. Darauf folgte der Europarelease am 1. September 2005, wo die Konsolen im Auslieferungszustand die Version 1.52 installiert hatten. Jedoch war auf der beiliegenden Demo-UMD bereits die Version 2.00 enthalten, da sonst keine damals aktuellen Spiele gespielt werden konnte.
Diese Version 2.00 war die erste, die Neuerungen mit sich brachte. So wurde der Webbrowser aktualisiert, sodass damit im Internet gesurft werden konnte und die WLAN-Konnektivität wurde verbessert. Außerdem wurde Kompatibilität einiger Video- und Audiocodecs verbessert und einige Bildformate wurden ebenfalls kompatibel gemacht. Dann wurden noch einige Features wie A-B-Wiederholung bei der Wiedergabe von Film-UMDs eingebaut, der WLAN-Verschlüsselungsstandard WPA wurde implementiert und es wurde möglich eigene Hintergrundbilder und Themes einzustellen. Bei dieser Version war es jedoch teilweise wieder möglich Homebrew-Software auszuführen, jedoch nicht in so ausgeweiteter Art wie bei den Versionen 1.00 bis 1.50.
Darauf folgte Anfang Oktober 2005 das Update 2.01, welches eine Sicherheitslücke schloss. Mitte Oktober 2005 folgte die Firmware-Version 2.50. Mit dieser wurde der „LocationFree Player“ hinzugefügt, außerdem konnte die Textgröße im Browser verändert werden. Es wurde möglich kopiergeschützte Videos von einem Memory Stick abzuspielen. Des Weiteren wurde ein weiterer WPA-Verschlüsselungsstandard hinzugefügt. Danach kam im November 2005 das nächste Update mit der Versionsnummer 2.60. Mit diesem wurde es möglich auf der PSP Web-Feeds zu lesen. Es wurde weiterhin zu Möglichkeit im internen Musikplayer die Lautstärke zu verändern und man konnte Chinesisch als Schrift auswählen. Es wurde möglich geschützte Videoinhalte aus dem Internet direkt auf einen Memory Stick zu laden und das WMA-Format wurde unterstützt.
Am 25. April 2006 erschien die Firmware-Version 2.70. Mit dieser wurde der Macromedia Flash-Player in der Version 6 in den Browser integriert, sofern man den Player in den Einstellungen aktiviert. Außerdem unterstützt der „LocationFree Player“ die zu diesem Zeitpunkt in Europa veröffentlichte Basisstation. Auf dieses folgte Ende Mai 2006 das Update 2.71 mit dem Probleme die mit der taiwanesischen und der amerikanischen Version der Basisstation des LocationFree-Players bestanden behoben wurden. Ab diesem Update ist es möglich Spieledemos, die man über den Webbrowser runtergeladen hat, auf einen Memory Stick zu speichern.
Ende Juli 2006 wurde das Update mit der Version 2.80 veröffentlicht. Mit diesem wurde es möglich Videodateien mit der Endung 3gp abzuspielen und die PSP erkennt die Ordner Musik, Video und Bild und deren Inhalt falls diese auf einem Memory Stick vorhanden sind. Nach zwei kleineren Patches Anfang September 2006 (2.81) und Ende Oktober 2006 (2.82) erschien nach etwa fünfmonatiger Pause am 27. März 2007 die nächste Firmware-Version mit der Versionsnummer 3.30. Dieses Update ermöglichte das Abspielen von aus dem PlayStation-Store heruntergeladenen Spielen. Außerdem wurde es mit diesem Update möglich in MPEG-4 codierte Videos abzuspielen.
Darauf folgte am 7. April 2007 das Update 3.40. Dieses Update machte es möglich auf der PSP erstellte PSone-Speicherstände so zu konvertieren, dass diese auch auf der PS2 und der PS3 verwendet werden kann. PSPs, die jedoch nur das Update 3.30 installiert haben, können diese Speicherstände dann jedoch nicht mehr lesen. Mit dem nach diesem am 31. Mai erschienenen Update 3.50 wurde die Funktion RemotePlay hinzugefügt. Diese ermöglicht es die PSP über das Internet mit der PS3 zu verbinden und so auf, auf der PS3 gespeicherte, Inhalte zuzugreifen. Mit zwei weiteren kleinen Patches Ende Juni 2007 (3.51) und Ende Juli 2007 (3.52) wurde zum einen eine Sicherheitslücke gestopft und zum anderen die Abspielbarkeit von PlayStation-Network-Spielen verbessert.
Das nächste größere Update (3.70) erschien dann am 11. September 2007. Ab diesem Update konnte man benutzerdefinierte Themes verwenden und es wurde möglich Musik zu hören, während man sich Fotos in der Slideshow anschaut. Außerdem konnte man bei, auf dem Memory Stick gespeicherten, Filmen einzelne Szenen anwählen. Auf dieses Update folgten dann drei weitere kleine Patches Mitte September 2007 (3.71), Ende Oktober 2007 (3.72) und Ende November 2007. Diese behoben Probleme mit PlayStation-Network-Titeln und dem UMD-Laufwerk.
Am 18. Dezember 2007 erschien die nächste Firmware-Version (3.80), die neue Funktionen brachte. Mit dieser Version wurde es möglich Internet-Radios abzuspielen. Außerdem wurden weitere Dateiformate von RSS-Feeds unterstützt und es war möglich bei RSS-Feeds Fotos anzeigen zu lassen. Mitte Januar 2008 wurde das Update 3.90 veröffentlicht. Mit diesem wurde die GoMessenger-Funktion hinzugefügt. Außerdem wurde Skype integriert, dies jedoch nur bei den Modellen PSP-2000 und PSP-3000 (PlayStation Portable Slim & Lite).
Das nächste Update (3.93) wurde Mitte März 2008 veröffentlicht. Mit diesem Update gab es weitere Playerdesigns für das Internet-Radio zur Auswahl. Mit der darauffolgenden Firmware-Version (3.95) konnte man die Tastenbelegung für Spiele aus dem PlayStation-Store individuell auswählen. Auch konnte man entscheiden ob sich die PS3 beim Verlassen von RemotePlay abschaltet oder nicht.
Ab dem Update 4.00, welches am 18. Juli 2008 veröffentlicht wurde, wurde es möglich die Wiedergabegeschwindigkeit von Videos zu ändern. Es wurde außerdem möglich auf die Internetsuche zuzugreifen ohne zuerst den Browser öffnen zu müssen. Auf dieses folgten noch zwei kleiner Updates (4.01 und 4.05), die jedoch nur kleinere Probleme behoben und keine neuen Funktionen hinzufügten.
Am 15. Oktober 2008 wurde das Update 5.00 veröffentlicht, bei dem die neue Kategorie PlayStation Network im XMB erschien. Dort ist es möglich, direkt mit der PSP auf den PlayStation Store zuzugreifen und sein Playstation Network-Konto zu verwalten. Am 22. Oktober 2008 erschien das Update auf Version 5.01, welches einen Fehler behebt, der bei Downloads aus dem PlayStation Store auf einen 8- oder 16-Gigabyte Memory Stick Duo auftrat. Version 5.02 erschien am 20. November 2008 und enthielt, wie die Version 5.03, die am 20. Januar 2009 erschien, außer Stabilitäts- beziehungsweise Sicherheitsverbesserungen keine weiteren Änderungen.
Mit dem Update 5.50, das am 21. April 2009 erschien, wurde die mögliche Anzahl an Unterordnern in den Bereichen „Foto“, „Musik“ und „Video“ vergrößert. Außerdem wurde den Optionen einer Spiel-UMD das Feature „Internetsuche“ hinzugefügt, mit welchem man diese direkt mit dem Spieltitel als Suchbegriff starten kann. Des Weiteren wurden dem Webbrowser Sicherheitsfeatures von Trend Micro und dem Playstation Store einige Verbesserungen, wie zum Beispiel eine deutlich verringerte Speicherauslastung bei Downloads, hinzugefügt. Unter der Kategorie „Playstation Network“ ist jetzt das, bereits bei der PlayStation 3 verwendete, „Information Board“ zu finden. Die aktuelle Version der PSP-Firmware ist 5.51, die lediglich die Stabilität des Systems verbesserte.
Am 10. September 2009 veröffentlichte Sony die Version 6.00 der PSP-Firmware. Dieses war ein kleines Update, welches lediglich Sicherheitsupdates, einige neue Farben für die 2000er-, 3000er- und N1000er-Serien und eine Gruppierungsfunktion für Spiele bot.
Zum Start der PSPgo (N1000-Serie) am 1. Oktober 2009 wurde das Update 6.10 veröffentlicht. Dieses brachte eine neue Software namens „SensMe™ channels“ mit sich, mit welcher man Musikwiedergabelisten wiedergeben kann, deren Stücke zuvor mit SensMe™ analysiert wurden. Die Software muss, bevor sie verfügbar ist, kostenlos heruntergeladen werden. Des Weiteren werden seit dieser Systemaktualisierung Wiedergabelisten unterstützt, welche zuvor mit dem Programm MediaGo am PC erstellt wurden. Außerdem wurde die Möglichkeit Spiele zu aktualisieren hinzugefügt. Für die PSPgo wurde die Möglichkeit, sich per Bluetooth ins Internet einzuwählen, hinzugefügt.
Seit dem 19. November 2009 ist die PSP-Firmware 6.20 verfügbar. Dieses Update ermöglicht es, im PlayStation Network gekaufte Comics mithilfe des im Update integrierten „Digital-Comic Reader“ zu lesen. Außerdem verspricht Sony, die Organisation mit MediaGo 1.3 zu verbessern. Der Nutzer konnte Playlists für die Bereiche Foto, Video und Musik auf der PSP erstellen, und mit einer PS3/MediaGo synchronisieren. Am 16. Dezember 2009 wurde im PlayStation Store eine „Comic“-Sektion eröffnet, die zunächst nur englischsprachige Comics beinhaltete. Ein Comicstore für Deutschland war ursprünglich für das Jahr 2010 angesagt, wurde jedoch nie eingeführt.
Die PSP-Firmware 6.30 ist seit dem 29. Juni 2010 verfügbar. [Nach Format] ist eine neue Option des Optionsmenüs unter [Gruppeninhalt], das sich in der Kategorie Spiel befindet.

### Design

#### Farbdesign

XMB der PSP (individuelles Design)

Wie bei der PS3 ändert sich bei der PlayStation Portable die Farbe des XMB-Hintergrundes je Datum. Im Unterschied zum XMB der PS3 ändert sich die Helligkeit im Laufe des Tages nicht. Auch bei der Farbe des Hintergrundes gibt es Unterschiede. So ändert sich die Farbe bei der PSP nur einmal im Monat. Dies gilt jedoch nicht, wenn ein individuelles Design eingestellt ist.
In der folgenden Tabelle sind die Hintergrundfarben für die Monate aufgeführt.
| Monat | Januar | Februar | März | April | Mai | Juni | Juli | August | September | Oktober | November | Dezember |
| Farbe |        |         |      |       |     |      |      |        |           |         |          |          |

#### Individuelles Design
Wie bei der PS3 ist es bei der PSP möglich ein individuelles Design bestehend aus einem speziellen Theme und einem Hintergrundbild einzustellen.

## Auszeichnungen und Preise
Für das intuitive Design des XMB bekam Sony Computer Entertainment einen Emmy verliehen.